# Volver al ruedo
Volver al ruedo fue un programa especial de la Fundación Huésped por el Día Mundial de la Lucha contra el Sida, con el fin de ayudar a reflexionar sobre los prejuicios y la discriminación alrededor del VIH/SIDA. Está protagonizado por Soledad Silveyra, Jorge Suárez, Eleonora Wexler, Luciano Cáceres, Mónica Ayos, Boy Olmi y Miguel Ángel Rodríguez, este especial (que consta de un único envío), cuenta además con un elenco de lujo entre los que se destacan Dady Brieva, Jean Pierre Noher, Valeria Gastaldi, Sofía Pachano y Florencia Torrente, entre otros.

## Sinopsis
El especial es una comedia de enredos que transcurre alrededor de Elena (Soledad Silveyra) y Manuel (Jorge Suárez) quienes, luego de 30 años de matrimonio, se separan y, cada uno a su manera, retoman su vida amorosa. Lucila (Eleonora Wexler), la hija de ambos y la esposa de Martín (Luciano Cáceres), transita los últimos meses de embarazo en medio de las inseguridades y el fantasma del HIV. Por último, Carla (Mónica Ayos), prima de Elena, será quien la ayudará a retomar su vida social, obligándola a reencontrarse con su pasado. La historia transcurre entre situaciones que rozan el absurdo y que nos demuestran que no es necesario vivir con VIH o conocer a alguien con las mismas características, para entender que el virus forma parte de nuestras vidas.
Este es el sexto unitario que El Trece emite por el Día Mundial de la Lucha contra el Sida, con el fin de ayudar a reflexionar sobre los prejuicios y la discriminación alrededor del VIH/SIDA. Entre los años 2002 y 2005, la emisora brindó espacio al “backstage” del Calendario de Fundación Huésped realizado por la fotógrafa Gaby Herbstein, del que participaron reconocidos personajes de la cultura y el espectáculo argentinos. En 2006, El Trece y Fundación Huésped fueron pioneros en exhibir, por primera vez en la televisión abierta local, un programa de ficción dedicado exclusivamente al VIH/sida, "Hoy me desperté", dirigido por Bruno Stagnaro y Darío Lanis. En 2007, el unitario se llamó “Reparaciones” y fue protagonizado por Pablo Echarri y Érica Rivas. En 2008 fue el turno de “Oportunidades”, dirigido por Daniel Barone y protanizado por Celeste Cid y Damián De Santo. En 2009 se emitió “Revelaciones”, con Diego Peretti y Andrea Pietra, y en 2010 “Sutiles diferencias” con Gabriel Goity y Araceli González.

## Elenco
- Soledad Silveyra - Elena
- Jorge Suárez - Manuel
- Eleonora Wexler - Lucila
- Luciano Cáceres - Martín
- Mónica Ayos - Carla
- Boy Olmi - Pedro
- Miguel Ángel Rodríguez - Francisco
- Dady Brieva - Cameo
- Jean Pierre Noher - Alejandro
- Valeria Gastaldi - Mori
- Sofía Pachano - Vivi
- Florencia Torrente - Lola
- Carlos Bermejo - Medico
- Pablo Ini - Medico
- Carlos Cano
- Mauro Anton
- Paula Carruega
- Mora Recalde